# Southern African Large Telescope
Il Southern African Large Telescope (SALT) è un telescopio ottico del diametro di circa 10 metri, situato nella regione semi-desertica di Karoo in Sudafrica, nei pressi della cittadina di Sutherland.
SALT è il più grande telescopio ottico dell'emisfero australe, ed è in grado di riprendere immagini e di eseguire analisi di spettroscopia e di polarimetria di oggetti celesti che non sono visibili dall'emisfero boreale.
Originariamente era stato pensato come una copia del telescopio Hobby-Eberly (HET) all'Osservatorio McDonald, ma durante l'adattamento del progetto di costruzione, sono stati introdotti numerosi cambiamenti specialmente per ridurre l'aberrazione sferica, poiché si voleva incrementare il campo visuale utile per l'osservazione.
Lo specchio principale completo ha visto la prima luce il 1º settembre 2005, ottenendo immagini con una risoluzione di un secondo d'arco, dell'ammasso globulare 47 Tucanae, dell'ammasso aperto NGC 6152, della galassia a spirale NGC 6744, e della nebulosa Laguna M8.
La cerimonia di inaugurazione ufficiale è avvenuta il 10 novembre 2005 alla presenza del presidente del Sudafrica Thabo Mbeki.
Il Sudafrica ha contribuito per circa un terzo dei totali 36 milioni di dollari, che finanzieranno il SALT per i primi 10 anni (20 milioni per la costruzione, 6 milioni per la strumentazione, e 10 milioni per le attività di osservazione). Il resto dei contributi è venuto da altri paesi che hanno collaborato al progetto: Germania, Polonia, Stati Uniti, Regno Unito e Nuova Zelanda.

## Informazioni generali
SALT è situato presso 32°22′33.62″S 20°48′38.44″E, in cima ad una collina all'interno di una riserva naturale a 370 km a nord-est di Città del Capo, vicino alla cittadina di Sutherland. L'installazione dello specchio principale fu iniziata nel marzo 2004. L'ultimo dei 91 segmenti esagonali che compongono lo specchio primario fu piazzato nel maggio 2005.
In questo sito Korea e Giappone hanno altri telescopi e il Sudafrica dispone qui di altri cinque telescopi ottici. L'Università di Birmingham ha un telescopio solare in questa località, in modo da contribuire alla copertura l'osservazione continua del Sole.
Il SALT osserverà quasar e consentirà di osservare stelle e galassie miliardi di volte più deboli di quelle visibili ad occhio nudo.

## Specchio Primario
Sia SALT sia il suo gemello HET hanno una configurazione ottica inusuale. Similmente al Telescopio Keck, lo specchio principale è composto da una schiera di specchi esagonali disposti per funzionare come un singolo grande specchio primario; però lo specchio del SALT riproduce un primario con profilo sferico invece di quello parabolico tipico della configurazione Cassegrain classica. Ogni tassello è composto da uno specchio esagonale di 1 metro, e la schiera è composta da 91 tasselli esagonali identici che formano uno specchio esagonale di 11 x 9.8 metri.
Per compensare l'aberrazione sferica dello specchio primario, il SALT dispone di quattro specchi che correggono l'immagine (detti SAC, cioè "spherical aberration corrector"); il piano focale risulta così essere corretto al fuoco primario per un campo visuale di 8 minuti d'arco.

## Partner
- Università Carnegie Mellon
- Dartmouth College
- Università Georg-August di Gottinga
- Telescopio Hobby-Eberly
- National Research Foundation of South Africa
- Centro astronomico Nicolò Copernico dell'Accademia delle scienze polacca
- Università statale Rutgers del New Jersey
- Università del Wisconsin-Madison
- Università di Canterbury (Nuova Zelanda)
- Università della Carolina del Nord a Chapel Hill
- United Kingdom SALT Consortium (UKSC), che comprende:
  - Osservatorio di Armagh
  - Università di Keele
  - Università del Lancashire Centrale
  - Università di Nottingham
  - Open University
  - Università di Southampton

Nel 2007, si sono uniti al consorzio del SALT i seguenti nuovi partner:
- American Museum of Natural History
- Inter-University Centre for Astronomy and Astrophysics (India)